# 蓋羅爾德湖
47°29′29″N 11°13′17″E / 47.49143°N 11.22148°E

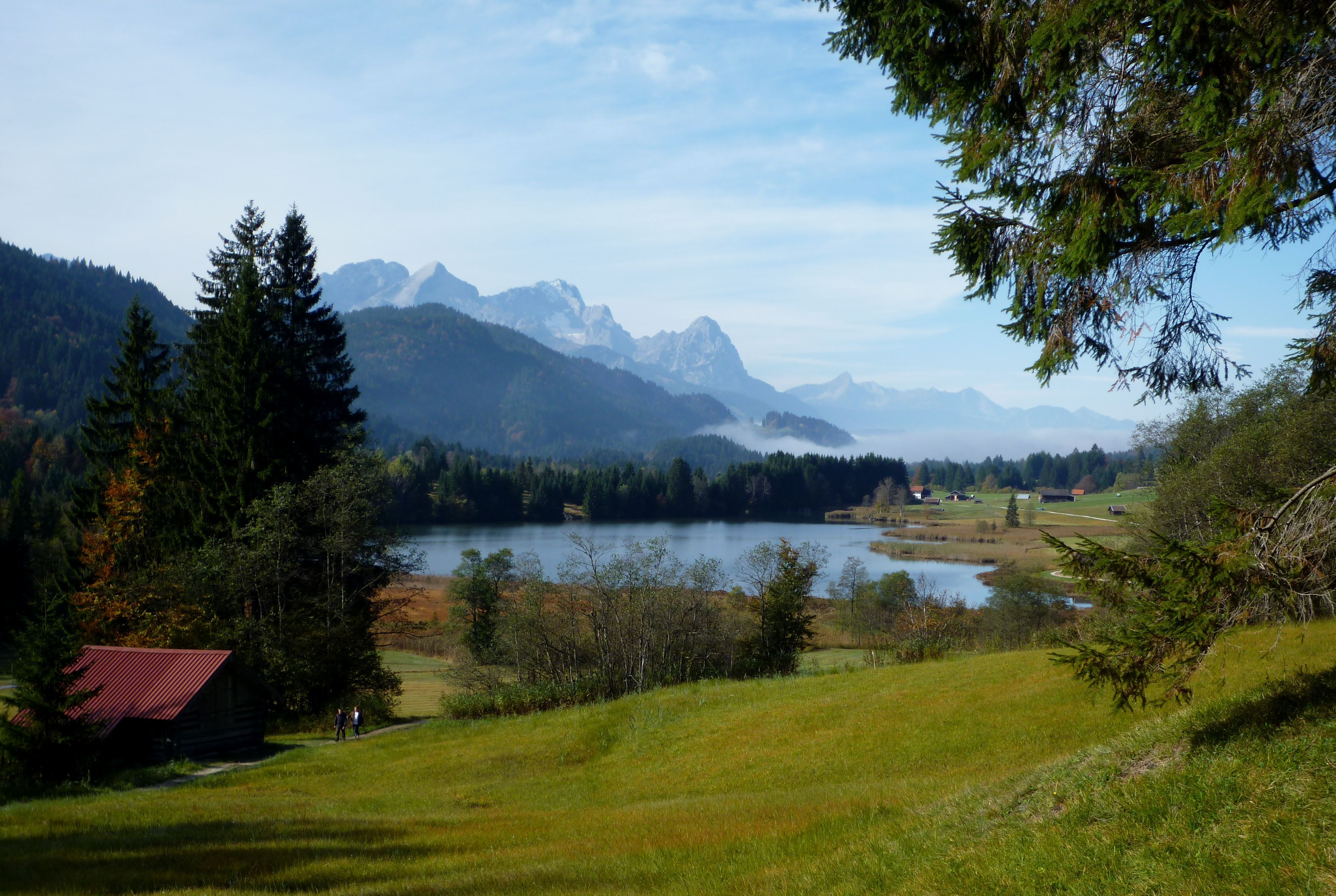

蓋羅爾德湖（德語：Geroldsee），是德國的湖泊，位於該國東南部，由巴伐利亞州負責管轄，處於加米施-帕滕基興縣，長0.6公里、寬0.2公里，面積0.11平方公里，海拔高度927米，最大水深6米。